# Ambassade du Japon en Guinée
L'ambassade du Japon en Guinée est la mission diplomatique officielle de la république du Japon en république de Guinée, située dans la commune de Dixinn à Landréah.

## Historique
Le Japon et la Guinée entretiennent des relations amicales, qui ont été établies dès l’indépendance de la Guinée en 1958. Le Japon a été co-sponsor de la résolution d’adhésion de la Guinée à l’ONU en décembre 1958.
En juin 2017, Alpha Condé est le premier président guinéen à effectuer une visite au Japon.

### Liste des ambassadeurs
| N° | Nom et prénoms  | Début              | Fin      |
| -- | --------------- | ------------------ | -------- |
| 01 | Nakano Naotsugu |                    | 2015     |
| 02 | Hasama Hisanobu | Vers novembre 2015 | 2019     |
| 03 | Matsubara Hideo | 27 janvier 2019    | 2022     |
| 04 | Kato Ryuichi    | 22 décembre 2022   | En cours |

## Voir également
- Coopération guinéo-japonaise
- Liste des missions diplomatiques en Guinée
- Liste des missions diplomatiques du Japon